# Afrikaner Bond
De Afrikaner Bond was een politieke partij in de Kaapkolonie die op 20 juni 1879 te Paarl werd gesticht door Stephanus Jacobus du Toit. De bond kwam op voor de belangen van de Afrikaners in de Kaapkolonie en in mindere mate in de Zuid-Afrikaansche Republiek (Transvaal) en de Oranje Vrijstaat.

## Geschiedenis
In juni 1879 kondigde Du Toit de stichting van de bond aan middels een hoofdartikel in de krant Die Afrikaanse Patriot. Zijn doel was het verenigen van de Afrikaners en het streven naar een staatkundige Uniewording van Zuid-Afrika. Verontwaardiging over de annexatie van Zuid-Afrikaansche Republiek in 1877 en de daaropvolgende Eerste Boerenoorlog droegen bij aan de groei van de Afrikaner Bond. In 1885 behaalde de bond een groot succes met het legaliseren van de Nederlandse taal in het Kaapse parlement.
In mei 1883 fuseerde de Afrikaner Bond met de Boere-Beskermingsvereeniging van Jan Hendrik Hofmeyr. Zijn gematigde factie nam het beheer van de bond in 1889 over en stond op vriendschappelijke voet met het Britse bestuur, waaronder Cecil Rhodes. De Jameson Raid van 1895 maakte een einde aan deze band. In 1898 kwam de bond aan de macht en werd William Philip Schreiner premier van de Kaapkolonie, tot de Tweede Boerenoorlog in 1900 leidde tot de val van zijn kabinet.
Op 7 december 1911 ging de Afrikaner Bond op in de Suid-Afrikaanse Party.